# سیکلید لومباردی
سیکلید لومباردی با نام علمی Maylandia lombardoi با ۱۳ سانتیمتر طول جزو ماهی‌های آب شیرین از خانواده سیکلیدماهیان هاست. این گونه حزو گونه‌های محبوب در بین دوستداران ماهی و آکواریوم به حساب می‌آید، سیکلید لومباردی با نام‌های رایج مختلفی از جمله مبونای لومباردی، مبونای کنی یا سیکلید کنی فروخته می‌شود. نام خاص این گونه به افتخار و از روی نام فروشنده ماهی ''جان لومباردو'' گذاشته شده‌است.

## پراکندگی و زیستگاه
این گونه بومی سواحل صخره‌ای جزیره امبنجی، دریاچه مالاوی در شرق آفریقا است. این گونه دودیسی جنسی شدیدی دارد. ماده‌ها و نرهای جوان به رنگ آبی کم رنگ سفید-آبی با چندین نوار عمودی آبی-سیاه هستند که تا باله پشتی امتداد یافته‌اند. نرهای بالغ به رنگ زرد روشن با نوارهای قهوه‌ای کم رنگی که از بدن عبور می‌کنند. باله‌ها به رنگ زرد ساده با لکه‌های تخم مرغی روی باله مقعدی هستند.

## در آکواریوم
سیکلیدهای کنی برای سرگرمی آکواریوم فروخته می‌شوند.

## تولیدمثل
مانند اکثر سیچلایدهای مبونا، این گونه نیز یک گونه دهان پرور است. هنگام دهان پروری، ماده‌ها ممکن است از قلمرو کوچکی دفاع کنند و رنگ نرها را به خود بگیرند.

## تصاویر

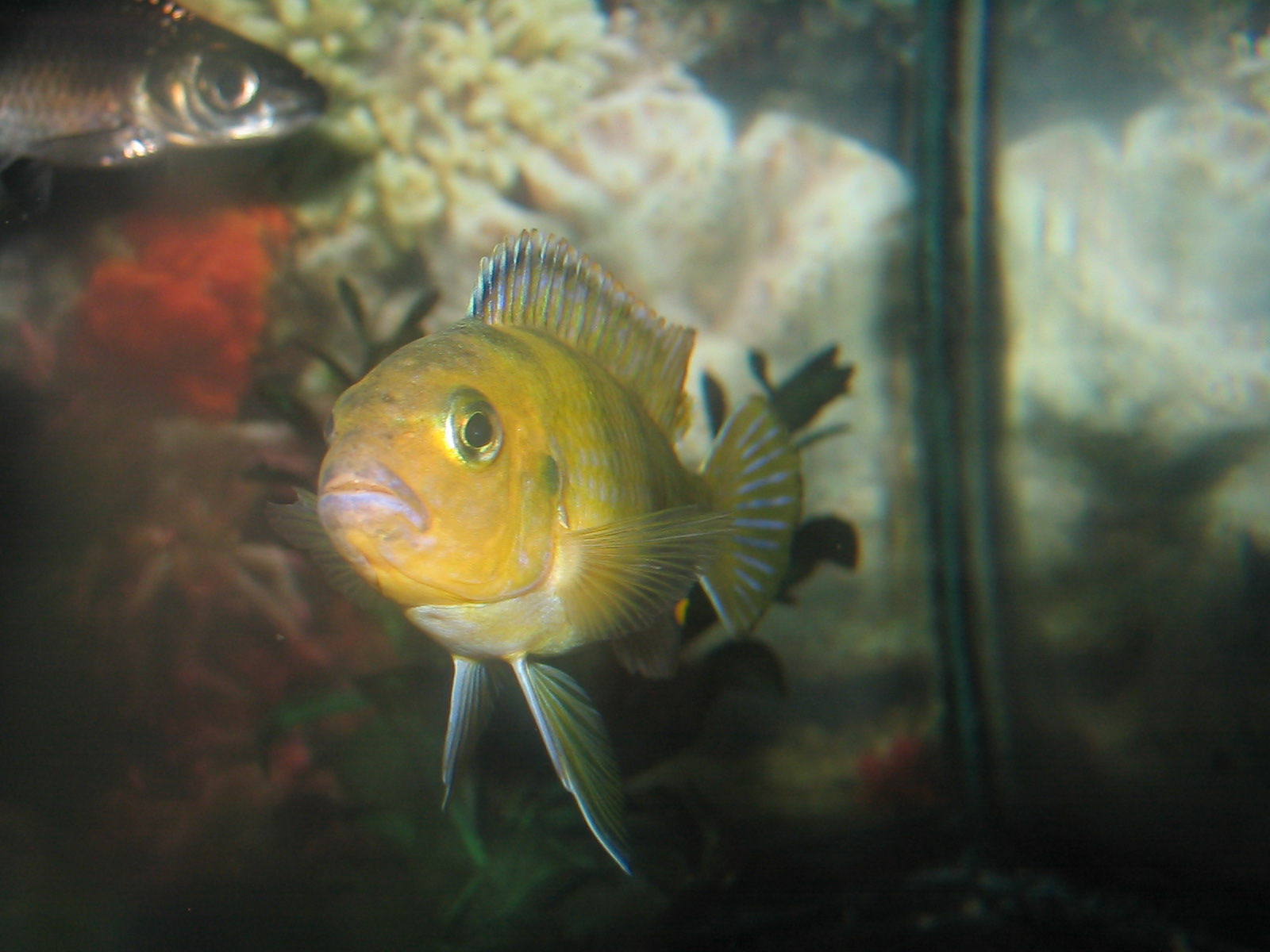
سیچلاید لومباردی نر در یک آکواریوم.
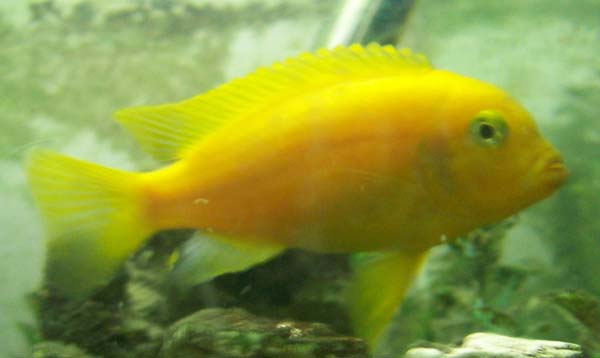
سیچلاید لومباردی نر.
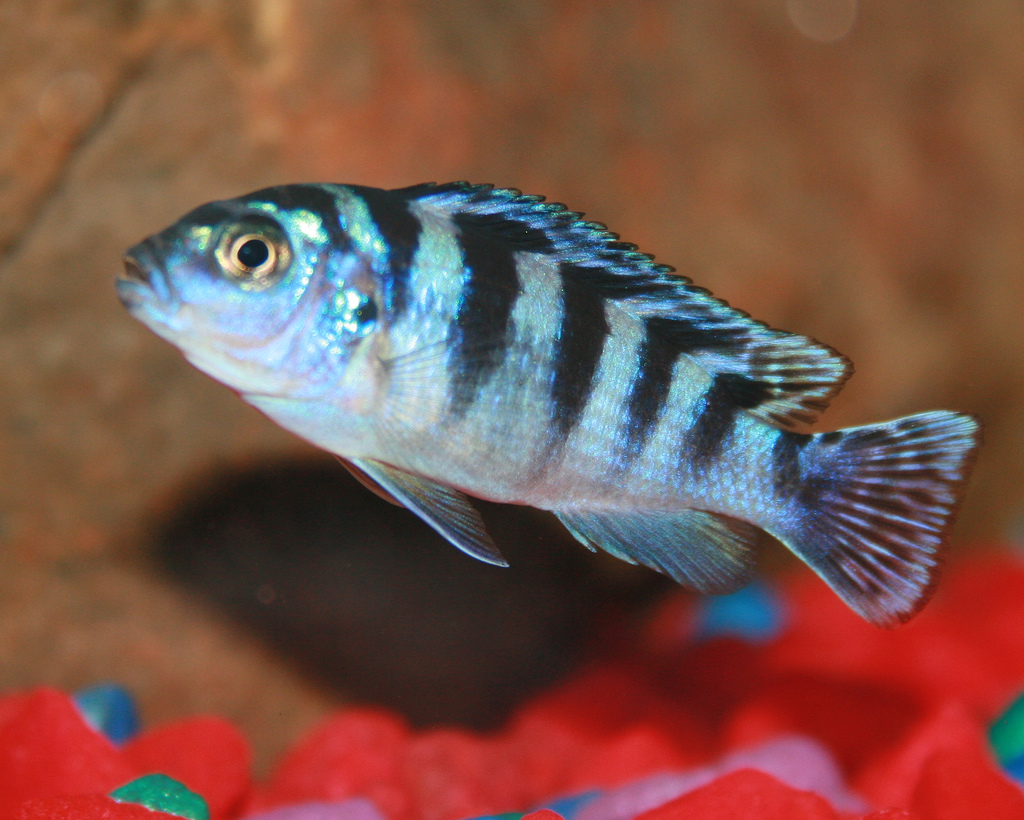
سیچلاید لومباردی ماده در یک آکواریوم.
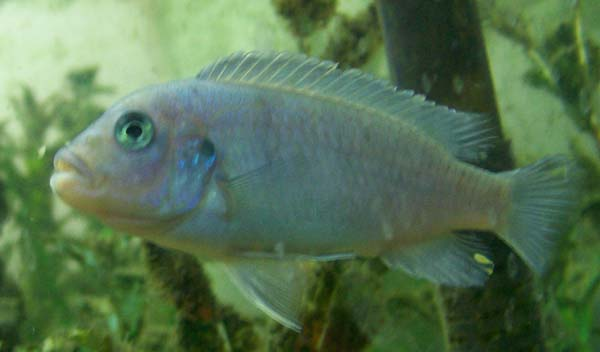
سیچلاید لومباردی ماده با راه راه‌های کم رنگ.
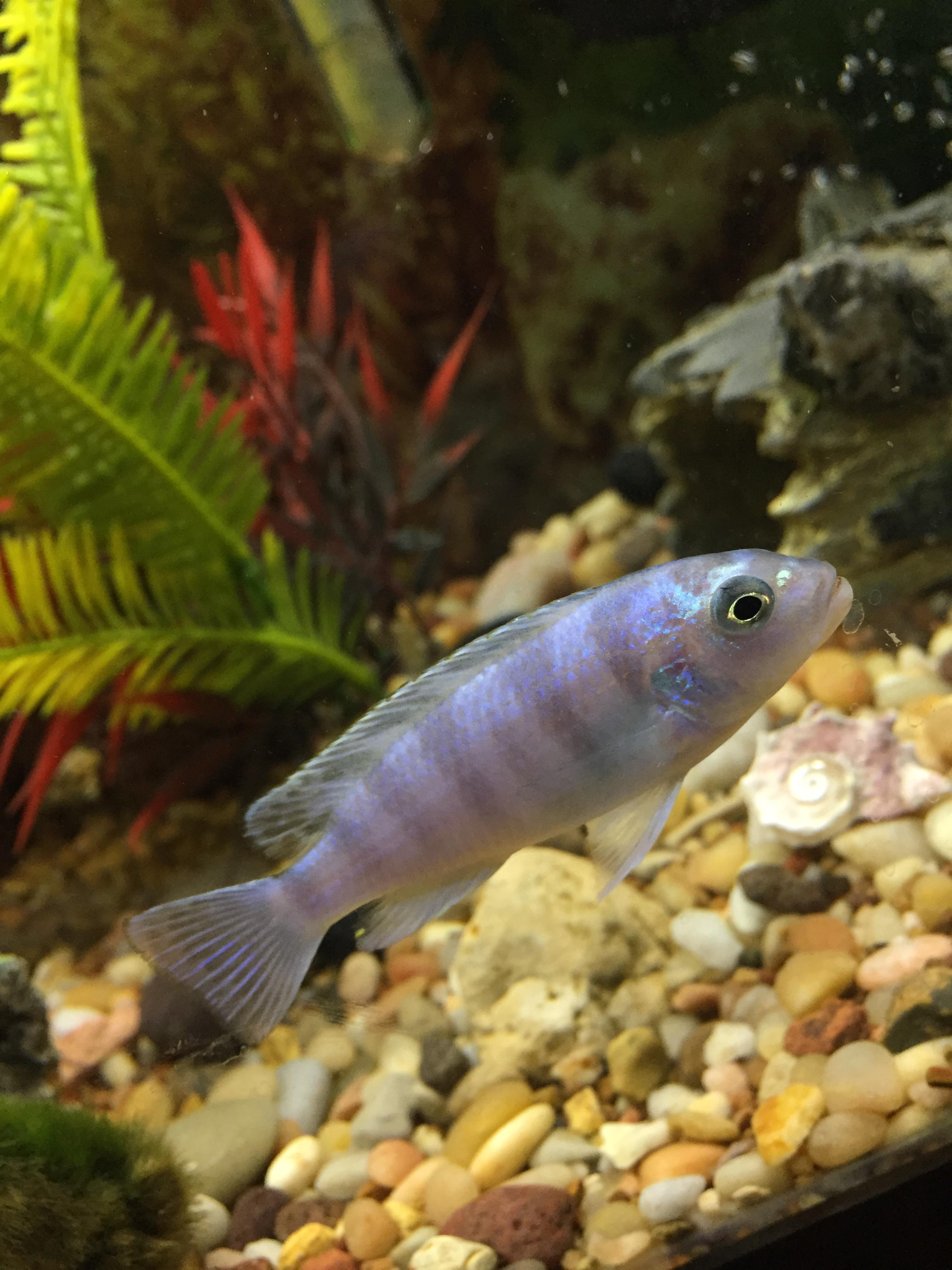
ماده جوان سیچلاید لومباردی با راه راه‌های کم رنگ.
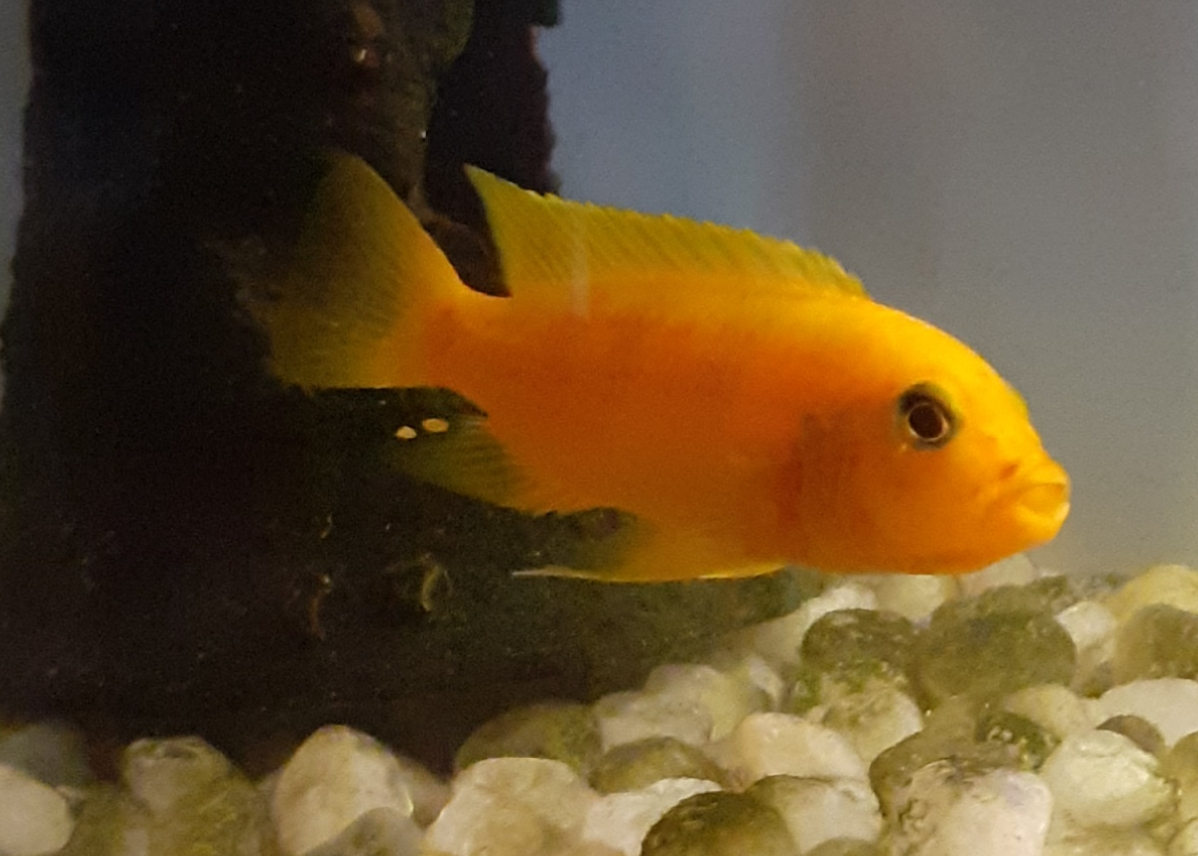
یک سیچلاید کنیی نر (سیچلاید لومباردی) در یک آکواریوم